# Smrtni odmerek
Smrtni odmerek je indikator smrtnosti določene snovi ali vrste sevanja. Ker se osebki organizmov razlikujejo med seboj po odpornosti, smrtni odmerek dejansko predstavlja odmerek snovi ali sevanja, pri katerem bo določen odstotek testiranih osebkov umrl. Po navadi se odmerek določa na kilogram telesne teže posameznega testiranca.
Najbolj uporabljen indikator smrtnosti je srednji smrtni (smrtonosni) odmerek ali srednja letalna doza (kratica LD50). To je odmerek, ki pri polovici poskusnih živali povzroči smrt, oziroma ocenjeni odmerek, ki bi pri približno polovici prizadetih oseb povzročil smrt.
Gre za odmerek strupa, sevanja ali patogenov, ki je potreben, da ubije polovico testirane populacije v določenem časovnem obdobju. Pogosto se navaja kot merilo akutne toksičnosti. Preizkus za določanje srednjega smrtnega odmerka je izoblikoval J.W. Trevan leta 1927. Še vedno ga uporabljajo za primerjave toksičnosti različnih povzročiteljev intoksikacije.
Vrednosti se običajno podajajo kot masa snovi (npr. v miligramih) na kilogram telesne teže. V primeru nekaterih živčnih strupov, npr.batrahotoksina, ki je eden najsmrtonosnejših toksinov, se po navadi podajajo vrednosti v mikrogramih ali celo nanogramih na kilogram telesne teže.
Srednja smrtna koncentracija ali LC50 je koncentracija snovi, ki povzorči smrt pri 97% osebkov, po 4 urah, če gre za vdihavanje oz. po 24 urah, če gre za zastrupitev skoži kožo.

## Preizkus za določanje srednjega smrtnega odmerka
LD50 je standardizirano merilo za izražanje in primerjavo toksičnosti kemikalij. Preizkus je iznašel Trevan.
Testirane živali so navadno podgane ali miši, pa tudi kunci, morski prašički in hrčki. Zaradi enotnega poskusa se lahko dela poskuse in ubije več kot 100 živali. Zato so ZDA in druge članice Organizacije za gospodarsko sodelovanje in razvoj od decembra 2000 dogovorile o postopnem opuščanju testa LD50 v korist alternative, ki bi močno zmanjšala ali celo odpravila smrt poskusnih živali.
Pri vseh teh testih se mora odmerek izračunati glede na velikost živali. Najpogosteje se snovi podaja v miligramih na kilogram preskusne živali (mg/kg ali ppm). Z bolj strupenimi kemikalijami se tudi test LD50 zniža. Glede na težo vrste ene živali se test LD50 lahko precej razlikuje, zato izidi tega testa podajajo le grobo oceno tveganja za ljudi.
Način aplikacije snovi izrazito vpliva na vrednosti LD50. Vsaka metoda vnosa daje različne vrednosti LD50. Rezultati so med preizkusnimi objekti lahko zelo različni in nezanesljivi zaradi dejavnikov, kot so genetske lastnosti vzorca populacije testirane živalske vrste, dejavnikov okolja in načina upravljanja. Druga slabost je, da test ne upošteva toksičnih učinkov, katerih posledica ni smrt, vendar so resni (npr. poškodbe možganov).
| Snov                            | Žival, Način       | LD50         |
| ------------------------------- | ------------------ | ------------ |
| Voda                            | podgana, peroralno | 90,000 mg/kg |
| Saharoza (namizni sladkor)      | podgana, peroralno | 29,700 mg/kg |
| Vitamin C (askorbinske kisline) | podgana, peroralno | 11,900 mg/kg |
| Kadmijev sulfid                 | podgana, peroralno | 7,080 mg/kg  |
| Alkohol (etanol)                | podgana, peroralno | 7,060 mg/kg  |
| Natrijev molibdat               | podgana, peroralno | 4,000 mg/kg  |
| Namizna sol                     | podgana, peroralno | 3,000 mg/kg  |
| Paracetamol (acetaminofen)      | podgana, peroralno | 1,944 mg/kg  |
| Kovinski arzen                  | podgana, peroralno | 763 mg/kg    |
| Ekstazi                         | podgana, peroralno | 160 mg/kg    |
| Nikotin                         | podgana, peroralno | 50 mg/kg     |
| LSD                             | podgana, peroralno | 16,5 mg/kg   |
| Natrijev cianid                 | podgana, peroralno | 4,3 mg/kg    |
| Natrijev cianid                 | podgana, peroralno | 4,3 mg/kg    |
| Živosrebrov(II)-klorid          | podgana, peroralno | 1 mg/kg      |
| Tetrodotoksin                   | podgana, peroralno | 0.334 mg/kg  |
| 2,3,7,8-tetraklordibenzodioksin | podgana, peroralno | 0.02 mg/kg   |